# 护从搬来布鲁图斯儿子的尸体
《护从搬来布鲁图斯儿子的尸体》（法語：Les licteurs rapportent à Brutus les corps de ses fils）是法国艺术家雅克-路易·大衛的一幅油画作品。这幅画的尺寸长 323 厘米× 422 厘米 ，1789年在巴黎沙龙首次展出。其主题是罗马共和国的建立者卢修斯·尤尼乌斯·布鲁图斯，考虑他的儿子们的命运。他们密谋推翻共和国，恢复君主制，布鲁图斯本人被迫下令处死他们。这样，布鲁图斯牺牲自己的家庭，成了共和国的英雄捍卫者。这幅画是公民美德的大胆寓言，对共和主义不断发展的事业发出巨大的共鸣。这幅画的主题是公民美德、牺牲和对国家的奉献，在充满政治色彩的法国大革命时期揭幕时，引发了许多争议。
《护从搬来布鲁图斯儿子的尸体》在巴黎卢浮宫永久展出。